# Хасанов, Салохиддин Хасанович
Салохиддин Хасанович Хасанов (16 декабря 1935, с. Калъачаи, Истаравшанский район, Таджикская ССР, СССР — 20 января 2013) — советский и таджикский государственный деятель, первый секретарь Кулябского обкома КП  Таджикистана (1986—1988).

## Биография
В 1961 г. окончил Таджикский сельскохозяйственный институт, в 1978 г. — Академию общественных наук при ЦК КПСС.
Трудовую деятельность начал рабочим на Ура-Тюбинского консервном комбинате, затем был главным агрономом колхоза «Правда» в Ура-Тюбе.
В 1964—1975 гг. — инструктор-организатор Ура-Тюбинского производственного колхозно-совхозного управления, инспектор, партийный организатор, инструктор, заведующий сельскохозяйственным отделом Ура-Тюбинского городского комитета Компартии Таджикистана, заместитель председателя городского исполкома совета депутатов, начальник районного сельскохозяйственного управления.
- 1975—1977 гг. — первый секретарь Ганчинского райкома Компартии Таджикистана,
- 1977—1978 гг. — слушатель Академии общественных наук при ЦК КПСС,
- 1978—1979 гг. — заместитель председателя исполкома Ленинабадского областного совета депутатов,
- 1979—1983 гг. — первый секретарь Пенджикентского городского комитета Компартии Таджикистана,
- 1983—1985 гг. — председатель Кулябского исполкома областного совета депутатов,
- 1986—1988 гг. — первый секретарь Кулябского обкома Компартии Таджикистана.

В марте 1988 г. он был взят под стражу. После освобождения работал председателем Ура-Тюбинского хукумата.
С 1991 г. был председателем колхоза «Уротепа», заместителем начальника Хатлонского областного управления сельского хозяйства.
С 1994 г. — на пенсии.
Избирался членом ЦК Компартии Таджикистана, депутатом Верховного Совета Таджикской ССР.